# 프리페처
프리페처(Prefetcher, 문화어: 예비읽기)는 마이크로소프트 윈도우 계열 운영체제 윈도우 XP부터 들어가는 윈도 구성 요소이다. 프리페처는 메모리 관리자의 한 구성 요소이다. 윈도 부트 프로세스를 더 빠르게 해주며, 프로그램의 실행 시간을 줄여 준다. 윈도우 비스타에서는, 수퍼페치 및 레디부스트가 기존의 프리페처를 확장하여 구현되었다. 각각 시간을 두고 사용 패턴을 관찰하거나, 응용 프로그램이 필요할 때 빨리 접근할 수 있도록, 응용 프로그램이 필요로 하는 파일과 데이터의 주요 부분을 "메모리"로 로드하여 이들은 응용 프로그램과 시동 시간을 개선시켜 준다.

## 개요
윈도 시스템이 부팅하면, 수많은 파일들이 메모리에 로드되어 처리되어야 한다. 종종, 같은 파일의 다른 부분이 다른 시각에 각기 접근되는 수가 생긴다. 결국, 매우 많은 부분의 시간이 파일을 여러 번 열고 여러 번 읽는 데 쓰인다. 파일이 한 번만 접근되면 더 효율적일 것이다. 프리페처는 부트 절차 도중 어떤 코드와 데이터가 읽히는지 관찰한 뒤에(NTFS 마스터 파일 테이블 읽기 동작 포함), 이러한 동작들을 로그 파일에 기록한다. 다음에 시동할 때에는, 기록된 로그 파일을 읽으면서 코드와 데이터를 최적화된 순서대로 불러들인다. 부트 프리페처는 사용자의 셸이 시작한 뒤에도 30초 동안 그러한 종류의 동작들을 계속 추적해 나가거나, 아니면 모든 서비스들이 초기화 동작을 끝낸 다음 60초가 지날 때까지 그러한 종류의 동작들을 계속 추적해 나가거나, 시스템이 시동되고 나서 120초가 지날 때까지 그러한 종류의 동작들을 계속 추적해 나간다. 어떤 것이 먼저 끝나든 간에 이러한 추적은 계속된다.
응용 프로그램 프리페치도 어떤 한 응용 프로그램이 띄워질 때 같은 방식으로 동작한다. 처음 10초 간의 동작(activity)이 관찰된다.

## 같이 보기
- 마이크로소프트 구성 요소 목록